# Maratona delle Dolomiti

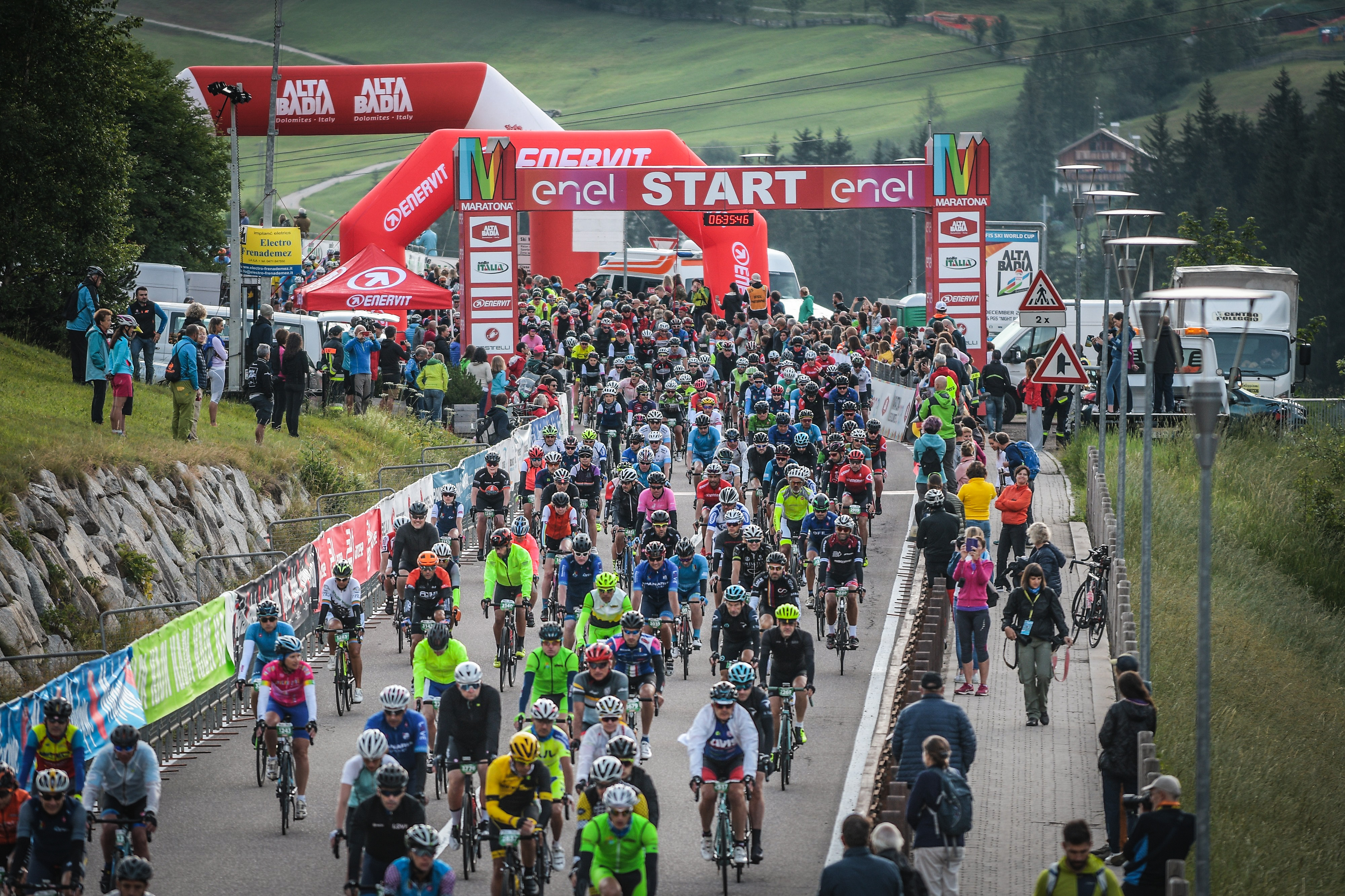
La partenza della Maratona a La Villa in Badia

La Maratona delle Dolomiti (Maratona dles Dolomites in lingua ladina) è una gara ciclistica, classificata come granfondo, che si corre nella zona delle Dolomiti, tra Trentino-Alto Adige e Veneto, solitamente annualmente la prima domenica di luglio, ad oggi la maggior manifestazione italiana di questo tipo.

## Descrizione

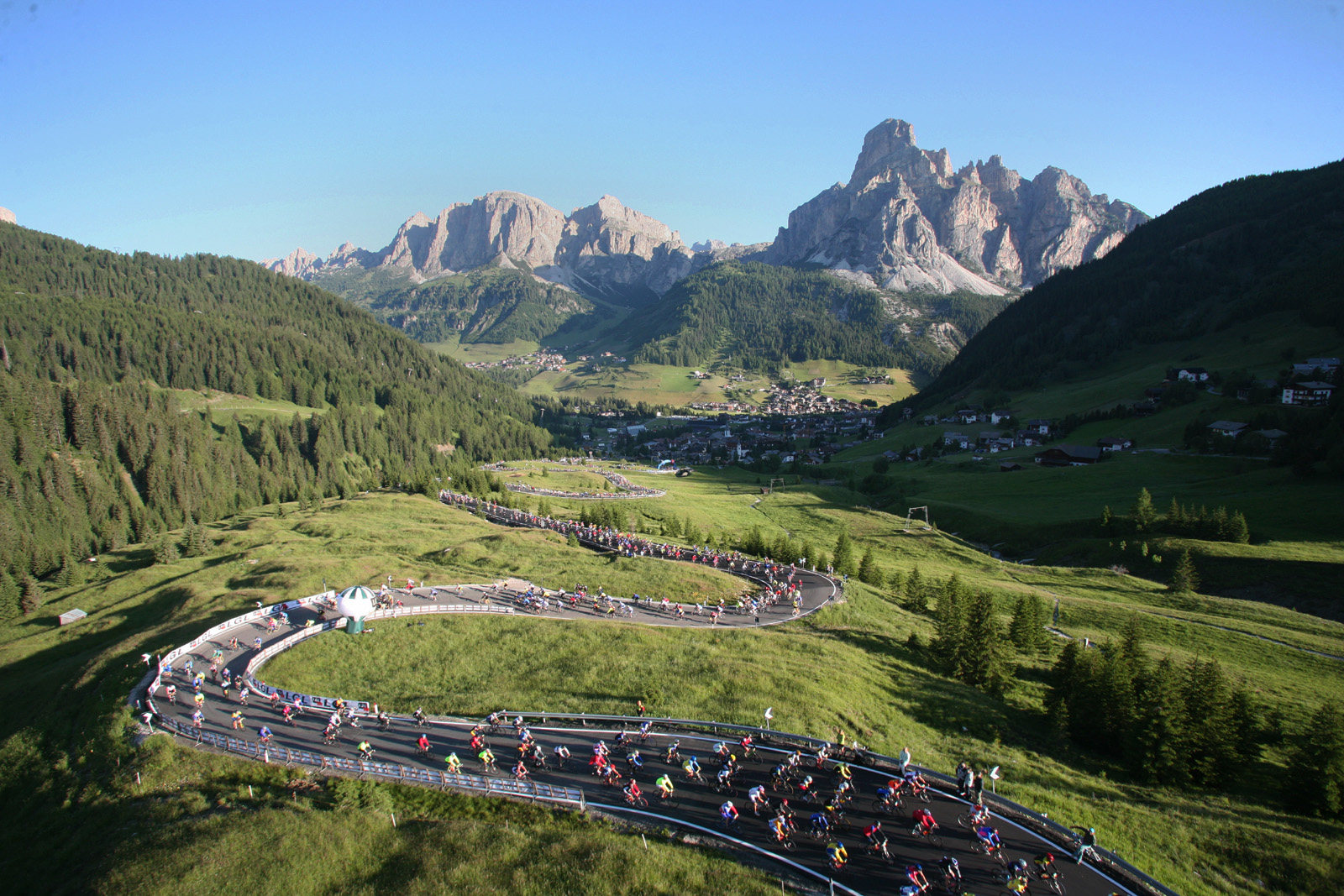
La gara sul Passo di Campolongo

La prima edizione si è tenuta il 12 luglio 1987 ed ha visto 166 cicloamatori percorrere 175 chilometri e 7 passi alpini dolomitici. Fino al 1999 il percorso è sempre stato superiore ai 174 km, dal 2000 in poi è stato ridotto a 147 fino ai 138 dall'edizione 2006. Dalla prima edizione in poi il numero di iscritti è aumentato progressivamente fino a rendere necessario un numero chiuso ovvero un tetto massimo di 8000 partecipanti, con un'estrazione tra gli amatori fra chi non ha titoli per accedervi di diritto. 
Il detentore del record delle vittorie è Emanuele Negrini, vincitore di ben 5 edizioni, che detiene anche il record della corsa più veloce alla media di 32,9 km/h nel 2005, mentre tra i vincitori della corsa figurano anche nomi di altri ex-professionisti come Marzio Bruseghin e Alessandro Paganessi.

### Percorsi

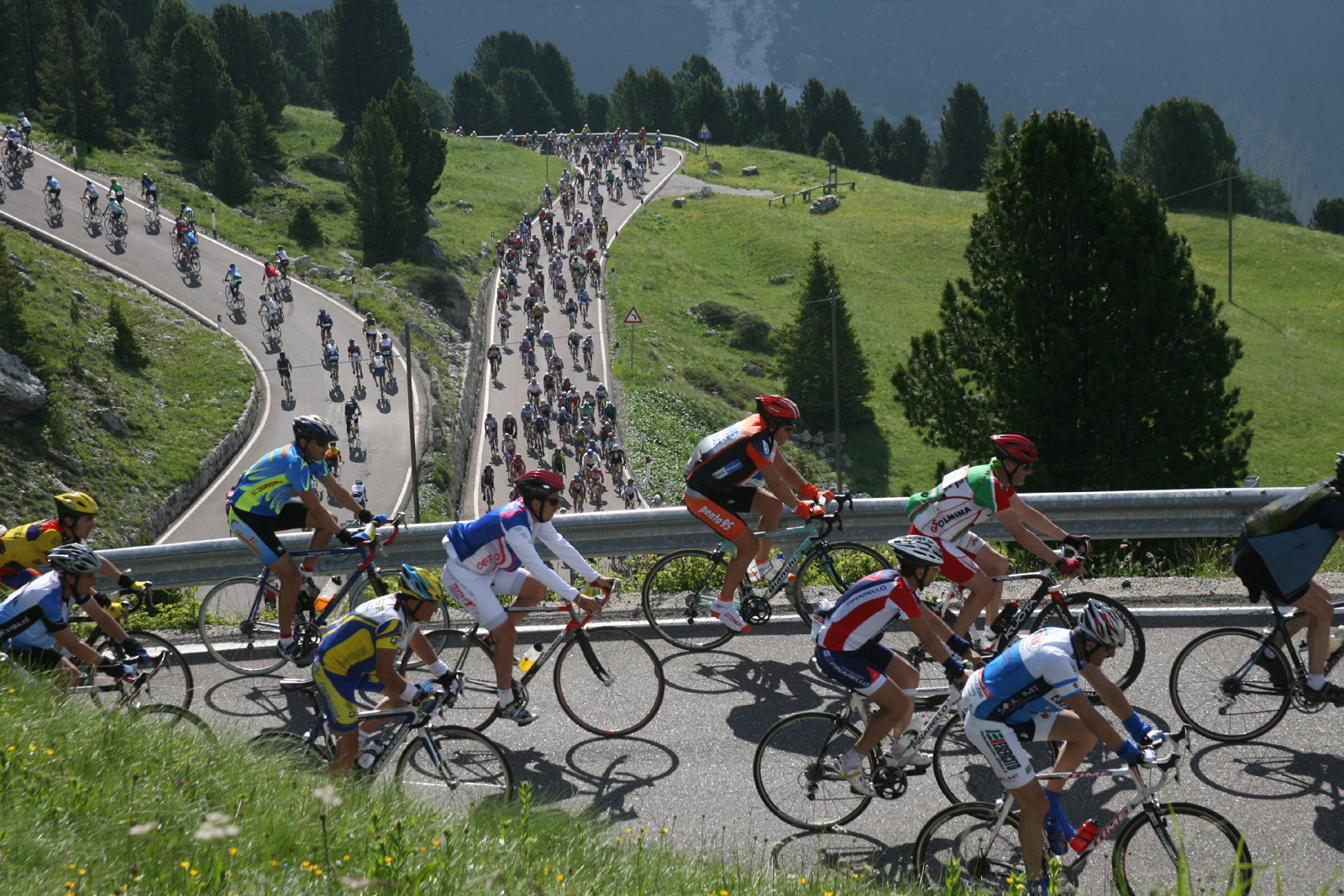
La gara sul Passo Sella

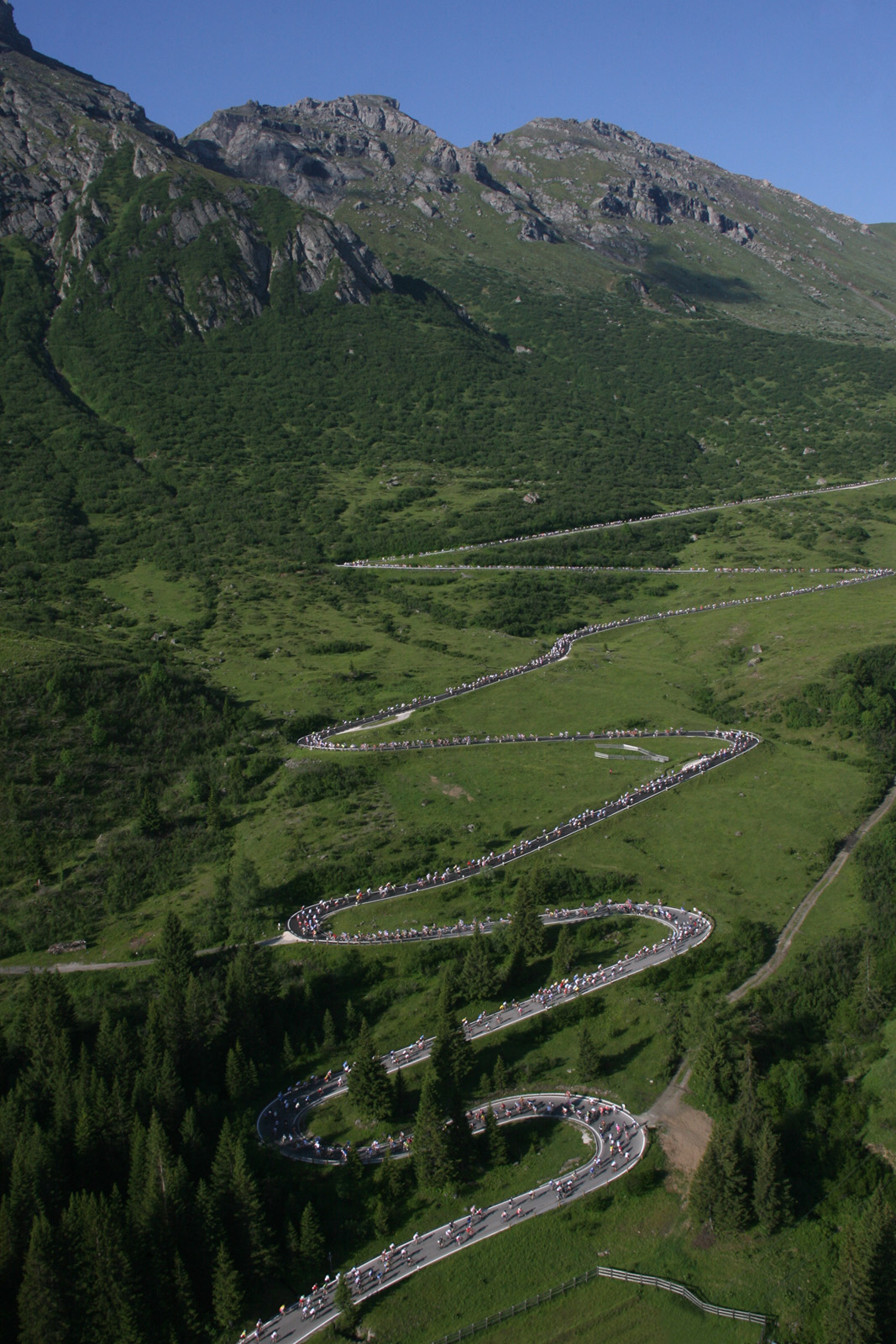
La gara sul Passo Pordoi

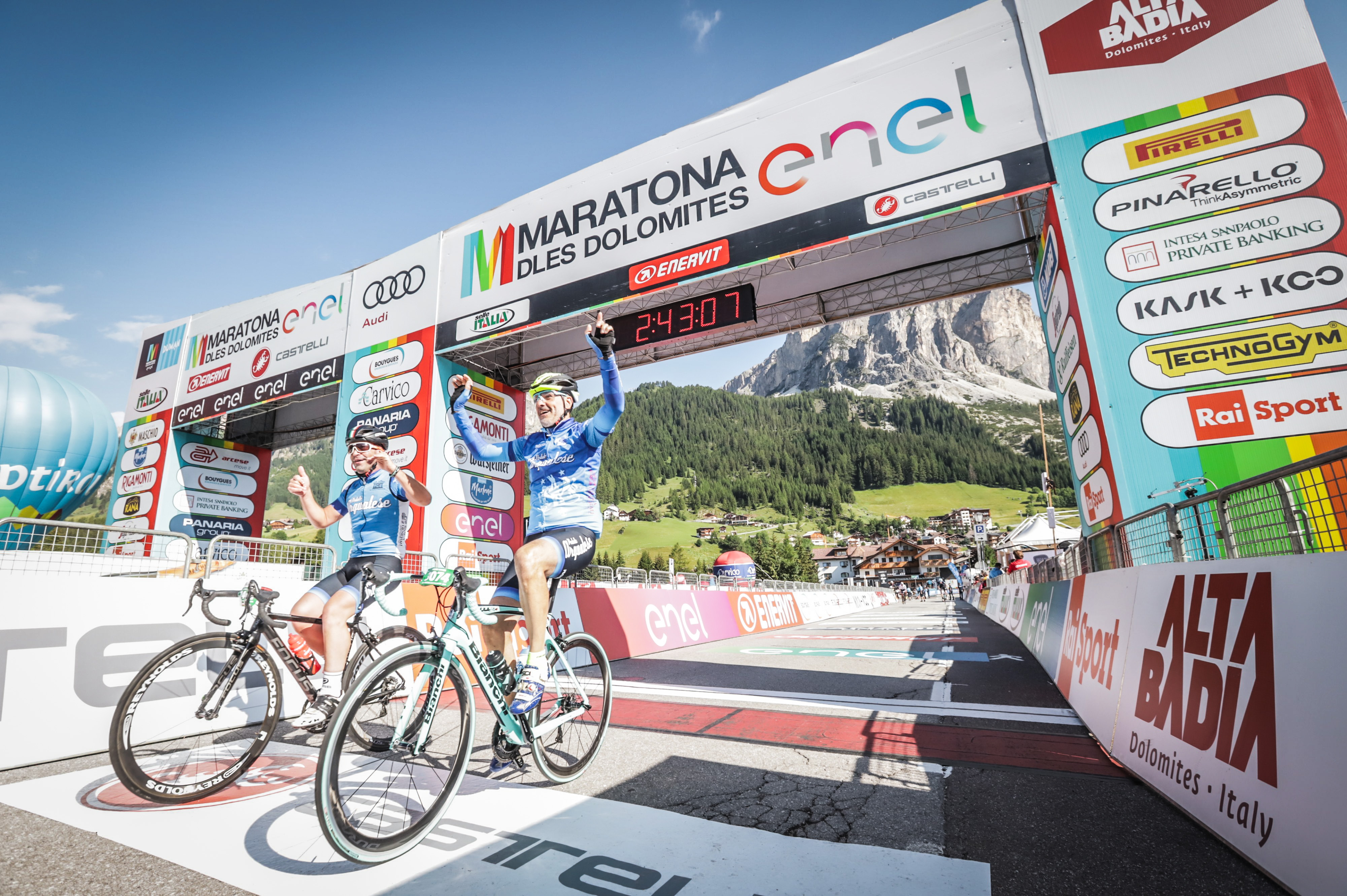
Arrivo a Corvara in Badia

Il percorso della Maratona ha subito vari cambiamenti nel corso degli anni, mantenendo sempre il suo cuore nel cosiddetto Sella Ronda, scenario d'eccezione che dà lustro alla gara con i suoi passi storici affrontati anche in molte edizioni del Giro d'Italia professionisti. Il tracciato prevede la scalata in successione dei passi Campolongo, Pordoi, Sella, Gardena, ancora Campolongo, Giau e infine Falzarego con scollinamento sul Valparola per scendere a La Villa e quindi risalire a Corvara. Oltre alla granfondo sono previste la mediofondo di 106 km e il giro corto del Sella Ronda di 55 km.

## Albo d'oro
Aggiornato all'edizione 2022.
| Anno | km                                                    | Iscritti                                              | Vincitore                                                                | Tempo                                                                    | Vincitrice                                                               | Tempo                                                                    |
| ---- | ----------------------------------------------------- | ----------------------------------------------------- | ------------------------------------------------------------------------ | ------------------------------------------------------------------------ | ------------------------------------------------------------------------ | ------------------------------------------------------------------------ |
| 1987 | 175                                                   | 166                                                   | Wolfgang Steinmair                                                       | 10h15'                                                                   |                                                                          |                                                                          |
| 1988 | 184                                                   | 440                                                   | Tempo non rilevato                                                       | Tempo non rilevato                                                       | Tempo non rilevato                                                       | Tempo non rilevato                                                       |
| 1989 | 184                                                   | 541                                                   | Edizione conclusasi al Passo Giau per le pessime condizioni atmosferiche | Edizione conclusasi al Passo Giau per le pessime condizioni atmosferiche | Edizione conclusasi al Passo Giau per le pessime condizioni atmosferiche | Edizione conclusasi al Passo Giau per le pessime condizioni atmosferiche |
| 1990 | 184                                                   | 951                                                   | Giuliano Anderlini                                                       | 7h19'                                                                    |                                                                          |                                                                          |
| 1991 | 184                                                   | 1292                                                  | Pasquale Fiscato                                                         | 7h02'                                                                    |                                                                          |                                                                          |
| 1992 | 194                                                   | 2583                                                  | Peter Esser                                                              | 6h14'                                                                    |                                                                          |                                                                          |
| 1993 | 185                                                   | 3095                                                  | Giuliano Anderlini                                                       | 6h51'                                                                    |                                                                          |                                                                          |
| 1994 | 185                                                   | 5031                                                  | Giuliano Anderlini                                                       | 6h25'                                                                    |                                                                          |                                                                          |
| 1995 | 185                                                   | 6674                                                  | Daniele Bertozzi                                                         | 6h10'                                                                    |                                                                          |                                                                          |
| 1996 | 185                                                   | 6463                                                  | Daniele Bertozzi                                                         | 6h22'                                                                    |                                                                          |                                                                          |
| 1997 | 185                                                   | 5808                                                  | Alessandro Paganessi                                                     | 6h02'                                                                    |                                                                          |                                                                          |
| 1998 | 174                                                   | 6097                                                  | Alessandro Paganessi                                                     | 5h43'                                                                    | Rita Gabellini                                                           | 6h55'                                                                    |
| 1999 | 174                                                   | 6394                                                  | Roberto Moretti                                                          | 5h28'02"                                                                 | Florinda Neri                                                            | 6h55'                                                                    |
| 2000 | 147                                                   | 7058                                                  | Marzio Bruseghin                                                         | 4h38'29"                                                                 | Marina Scenini                                                           | 5h45'                                                                    |
| 2001 | 147                                                   | 7000                                                  | Mirko Puglioli                                                           | 4h38'55"                                                                 | Tiziana Smorgon                                                          | 5h48'                                                                    |
| 2002 | 147                                                   | 7565                                                  | Maurizio Bachini                                                         | 4h32'57"                                                                 | Tiziana Smorgon                                                          | 5h48'                                                                    |
| 2003 | 147                                                   | 8119                                                  | Emanuele Negrini                                                         | 4h38'04"                                                                 | Monica Bandini                                                           | 5h35'                                                                    |
| 2004 | 147                                                   | 8338                                                  | Emanuele Negrini                                                         | 4h31'38"                                                                 | Monica Bandini                                                           | 5h34'                                                                    |
| 2005 | 147                                                   | 8820                                                  | Emanuele Negrini                                                         | 4h28'52"                                                                 | Monia Gallucci                                                           | 5h21'                                                                    |
| 2006 | 138                                                   | 8864                                                  | Emanuele Negrini                                                         | 4h23'31"                                                                 | Barbara Lancioni                                                         | 5h19'                                                                    |
| 2007 | 138                                                   | 8993                                                  | Timothy Jones                                                            | 4h32'28"                                                                 | Barbara Lancioni                                                         | 5h10'                                                                    |
| 2008 | 138                                                   | 9409                                                  | Emanuele Negrini                                                         | 4h29'05"                                                                 | Monia Gallucci                                                           | 5h15'                                                                    |
| 2009 | 138                                                   | 9171                                                  | Jamie Burrow                                                             | 4h37'56"                                                                 | Barbara Lancioni                                                         | 5h23'                                                                    |
| 2010 | 138                                                   | 9066                                                  | Dainius Kairelis                                                         | 4h35'52"                                                                 | Barbara Lancioni                                                         | 5h09'                                                                    |
| 2011 | 138                                                   | 9121                                                  | Giuseppe Sorrenti Mazzocchi                                              | 4h33'55"                                                                 | Edith Van Den Brande                                                     | 5h08'                                                                    |
| 2012 | 138                                                   | 8705                                                  | Jamie Burrow                                                             | 4h38'24"                                                                 | Edith Van Den Brande                                                     | 5h18'                                                                    |
| 2013 | 138                                                   | 9143                                                  | Michel Snel                                                              | 4h43'29"                                                                 | Claudia Gentili                                                          | 5h22'                                                                    |
| 2014 | 138                                                   | 8969                                                  | Stefano Cecchini                                                         | 4h44'15"                                                                 | Astrid Schartmüller                                                      | 5h24'56"                                                                 |
| 2015 | 138                                                   | 9302                                                  | Luigi Salimbeni                                                          | 4h44'43"                                                                 | Chiara Ciuffini                                                          | 5h24'47"                                                                 |
| 2016 | 138                                                   | 9302                                                  | Cristian Nardecchia                                                      | 4h40'29"                                                                 | Barbara Lancioni                                                         | 5h14'08"                                                                 |
| 2017 | 138                                                   | 9305                                                  | Tommaso Elettrico                                                        | 4h37'21"                                                                 | Erica Magnaldi                                                           | 5h16'22"                                                                 |
| 2018 | 138                                                   | 9382                                                  | Tommaso Elettrico                                                        | 4h38'13"                                                                 | Christina Rausch                                                         | 5h19'03"                                                                 |
| 2019 | 138                                                   | 9192                                                  | Tommaso Elettrico                                                        | 4h36'20"                                                                 | Christina Rausch                                                         | 5h22'26"                                                                 |
| 2020 | Edizione annullata a causa della pandemia di COVID-19 | Edizione annullata a causa della pandemia di COVID-19 | Edizione annullata a causa della pandemia di COVID-19                    | Edizione annullata a causa della pandemia di COVID-19                    | Edizione annullata a causa della pandemia di COVID-19                    | Edizione annullata a causa della pandemia di COVID-19                    |
| 2021 | 138                                                   | 5818                                                  | Fabio Cini                                                               | 4h31'02"                                                                 | Martha Maltha                                                            | 5h17'57"                                                                 |
| 2022 | 138                                                   | 8036                                                  | Stefano Stagni                                                           | 4h27'33"                                                                 | Martha Maltha                                                            | 5h12'28"                                                                 |
| 2023 | 138                                                   | 8079                                                  | Ruffaut Loic                                                             | 4h29'                                                                    | Arnaudo Samantha                                                         | 5h05'                                                                    |
| 2024 | 138                                                   | 8437                                                  | Orlando Giuseppe                                                         | 4h30'                                                                    | Simec Laura                                                              | 5h30'                                                                    |